# 예루살렘 라이트 레일

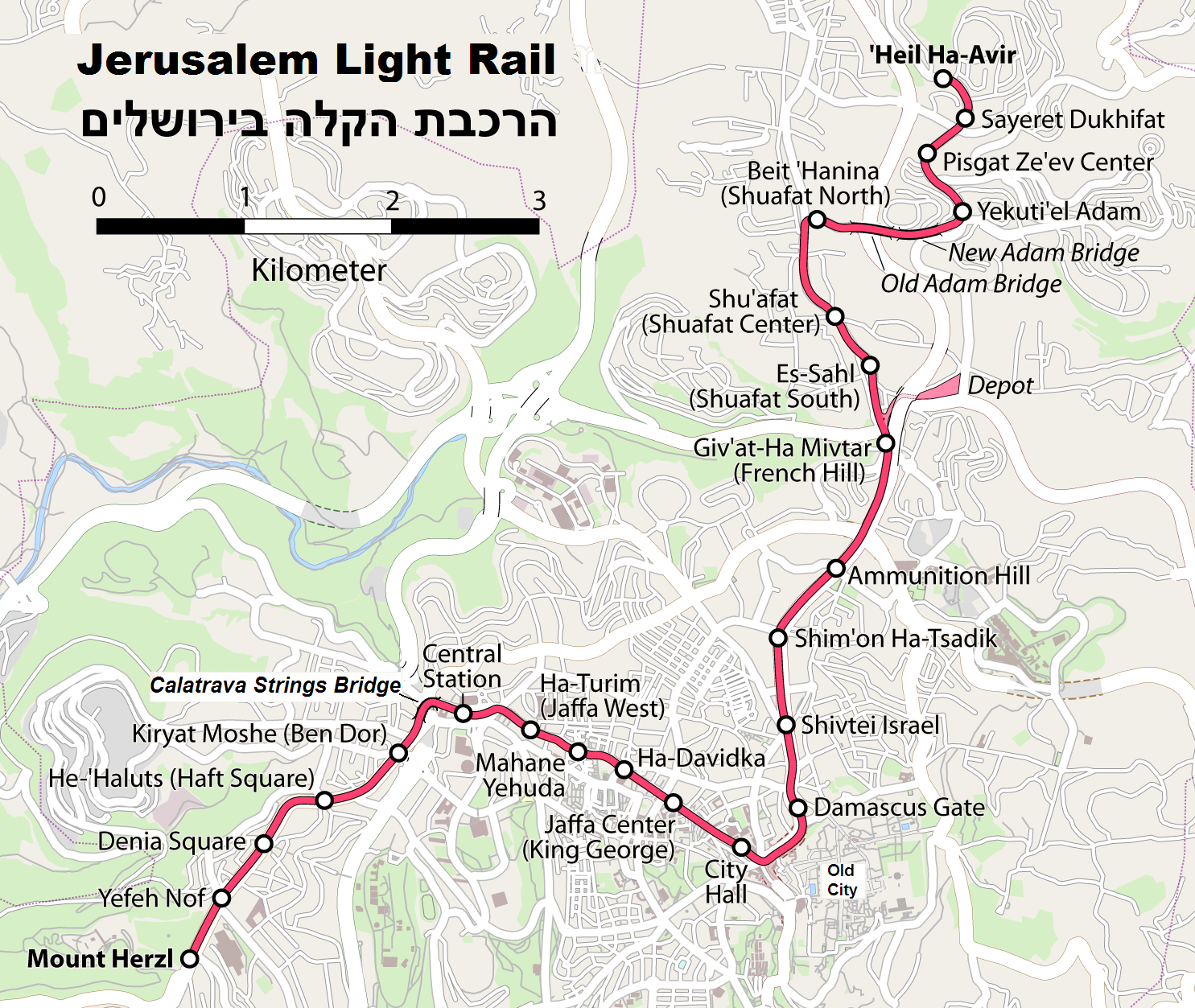

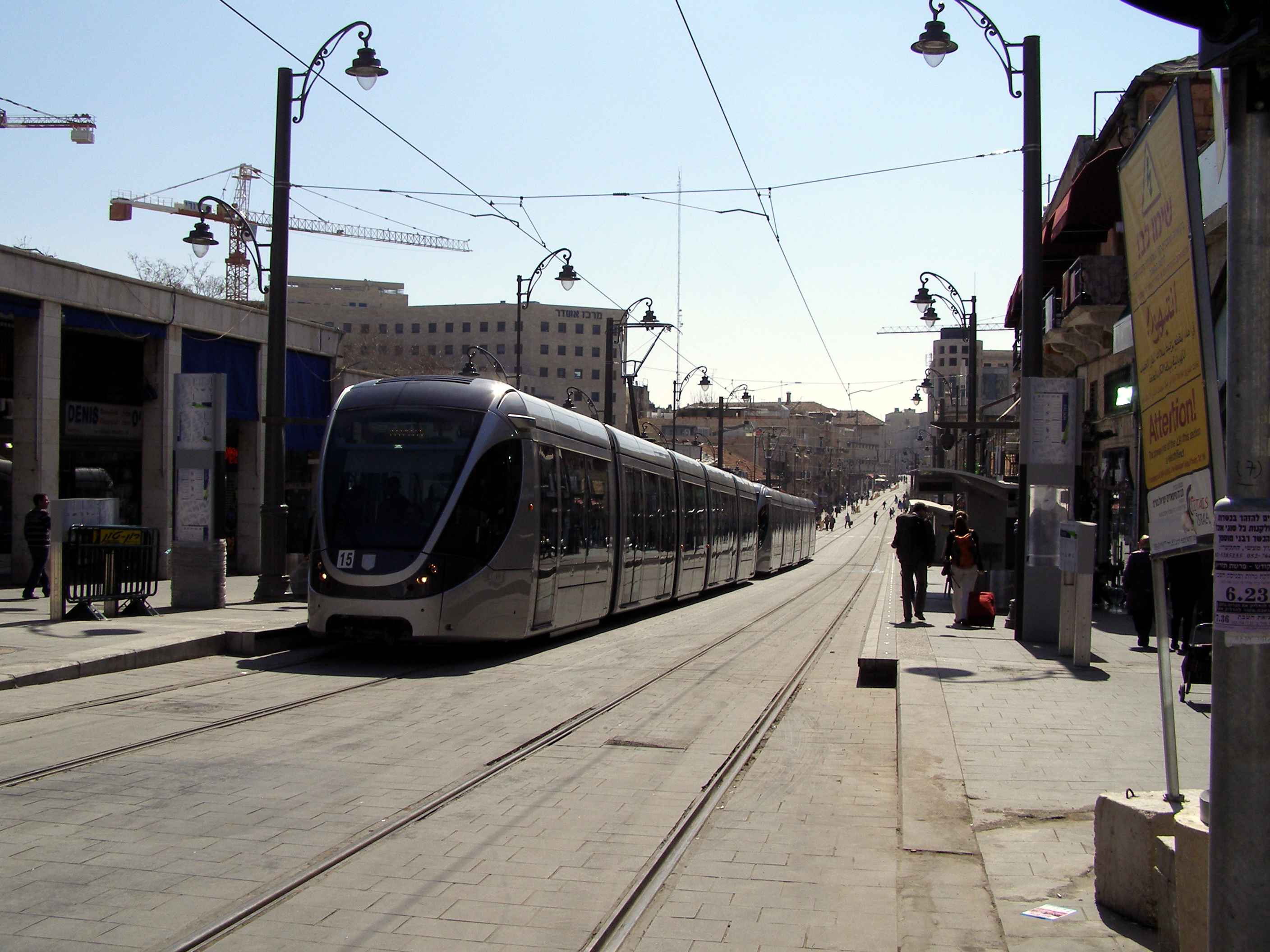

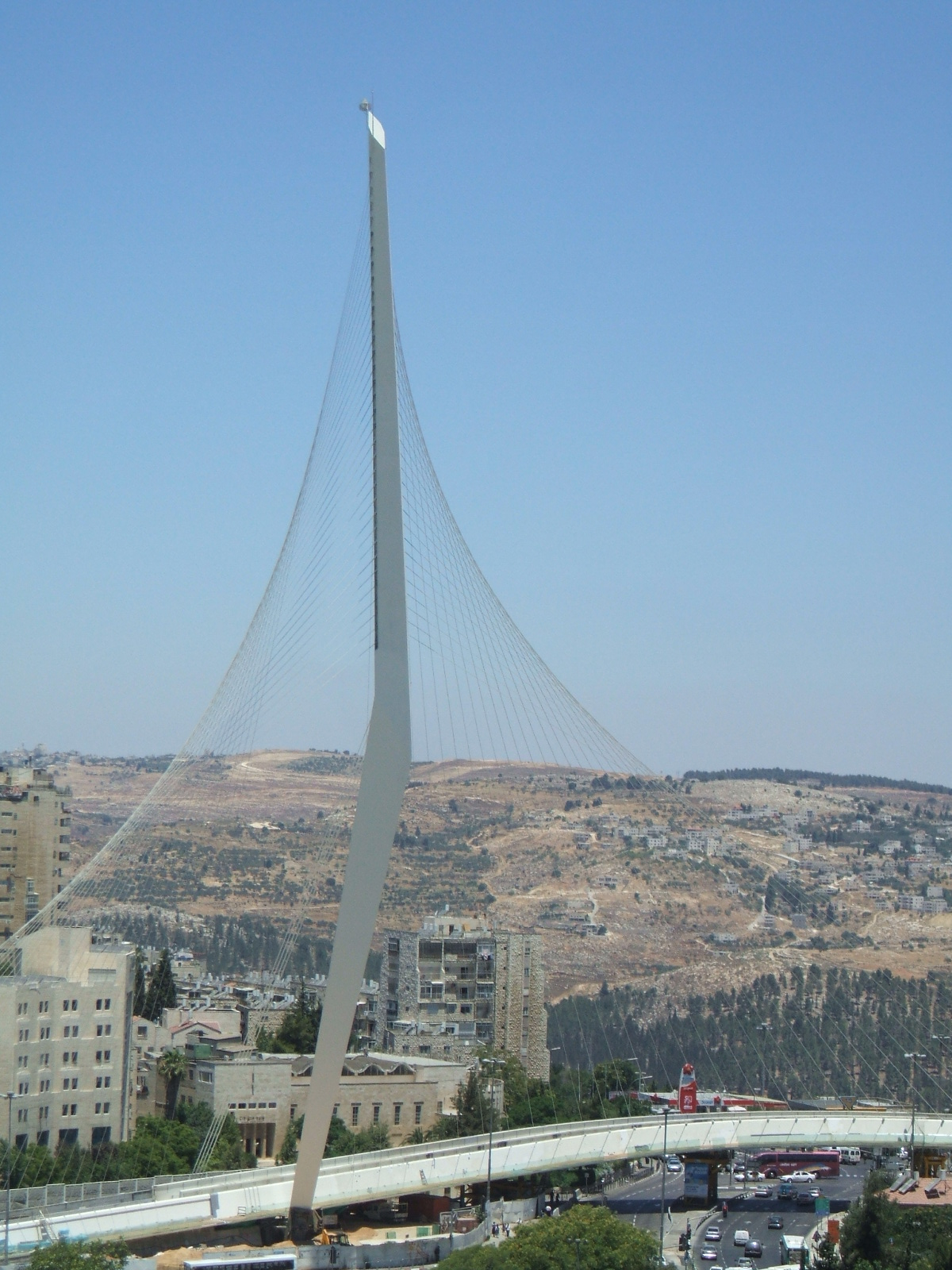

예루살렘 라이트 레일 (HaRakevet HaKala Birushalayim ,הרכבת הקלה בירושלים) 2011년에 오픈 예루살렘에서 경전철 라인, 그것은 2002년에 건설되고 시작했고, 많은 실패 후 2010년에 완료하고 건설 회사의 파산 CY이다.경전철은 유명 화음 브리지에서 예루살렘 서쪽 입구에 [도로 1].